# Vachellia tortilis
Vachellia tortilis là một loài thực vật có hoa trong họ Đậu. Loài này được (Forssk.) Hayne miêu tả khoa học đầu tiên.

## Hình ảnh

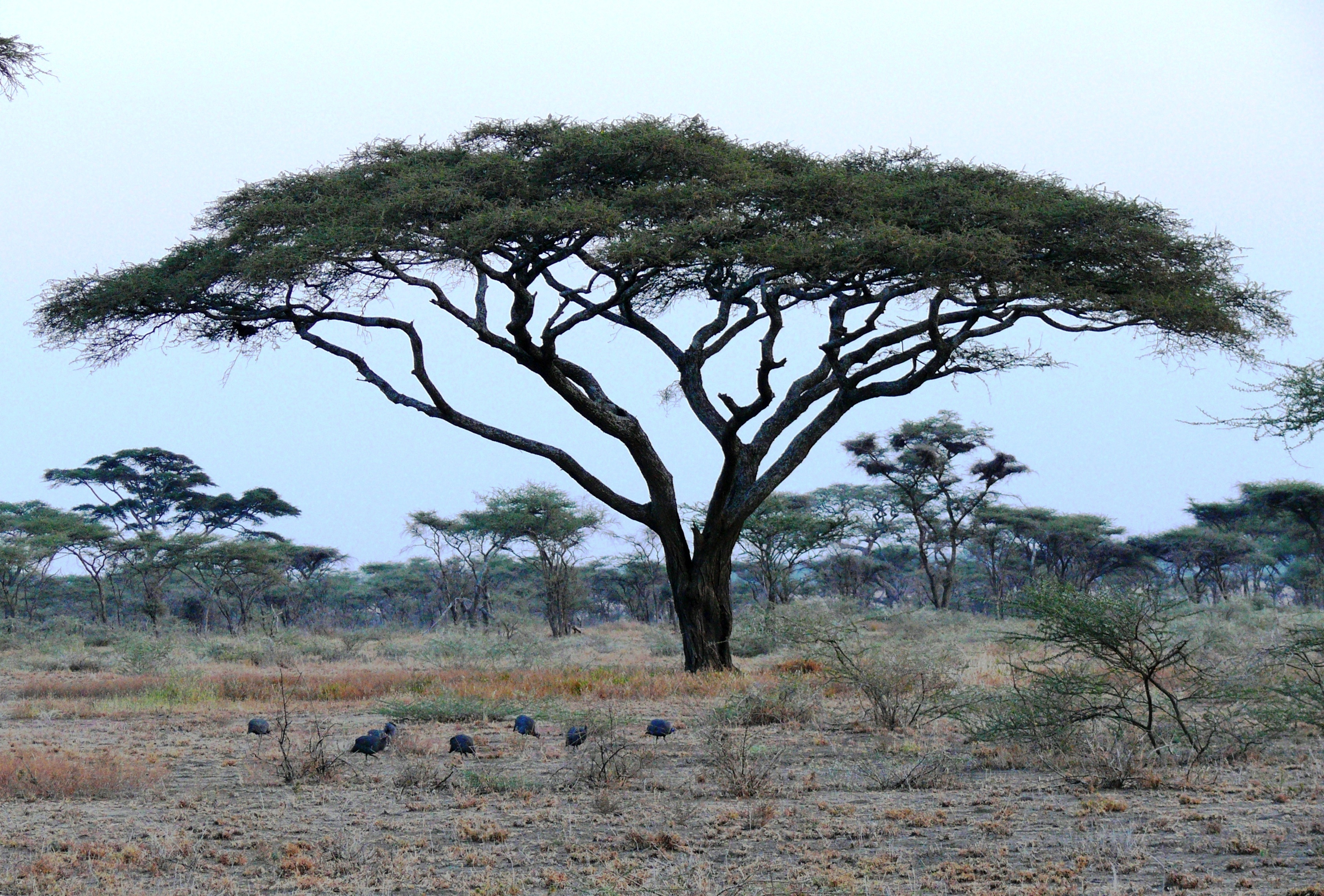
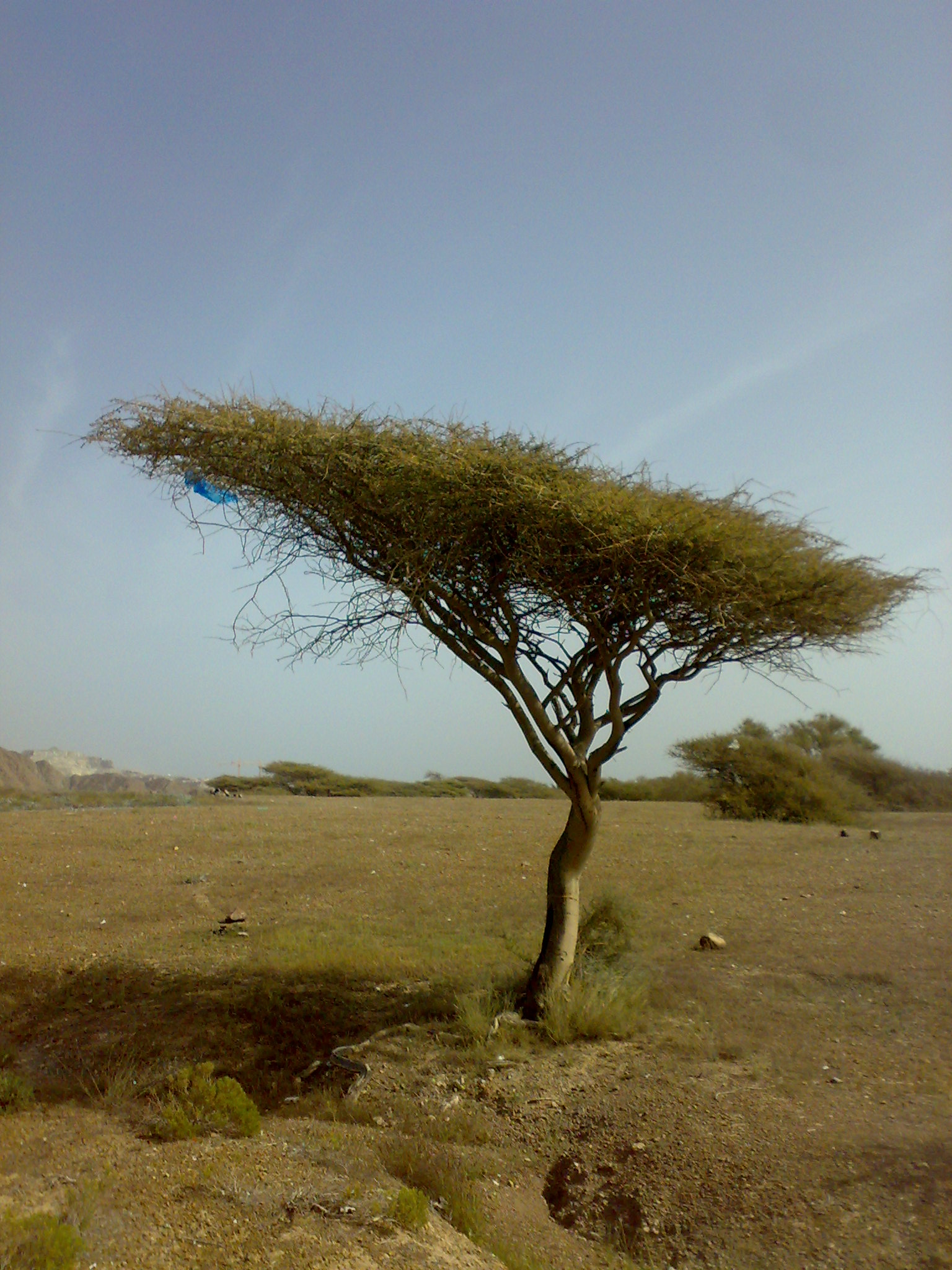
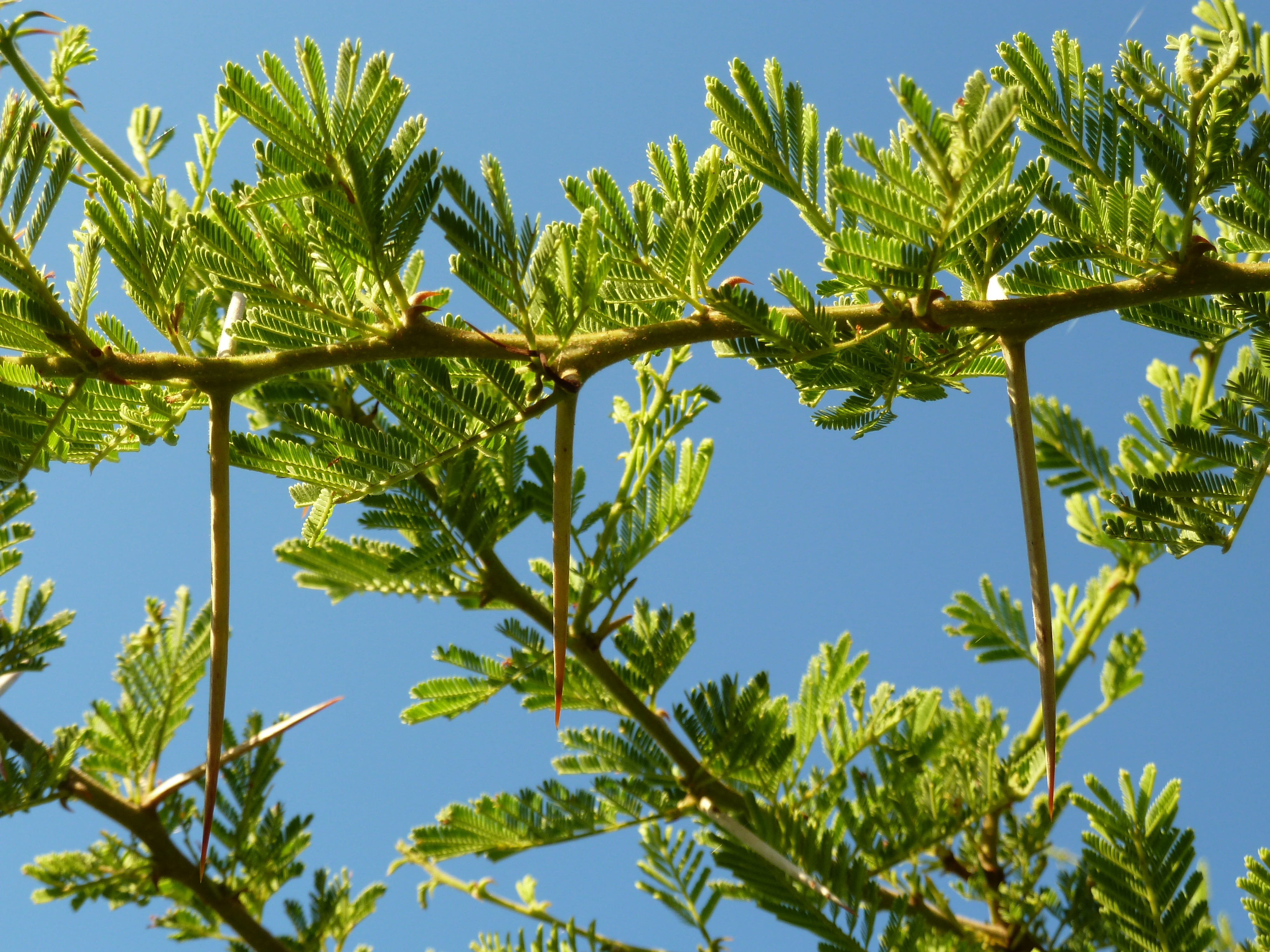
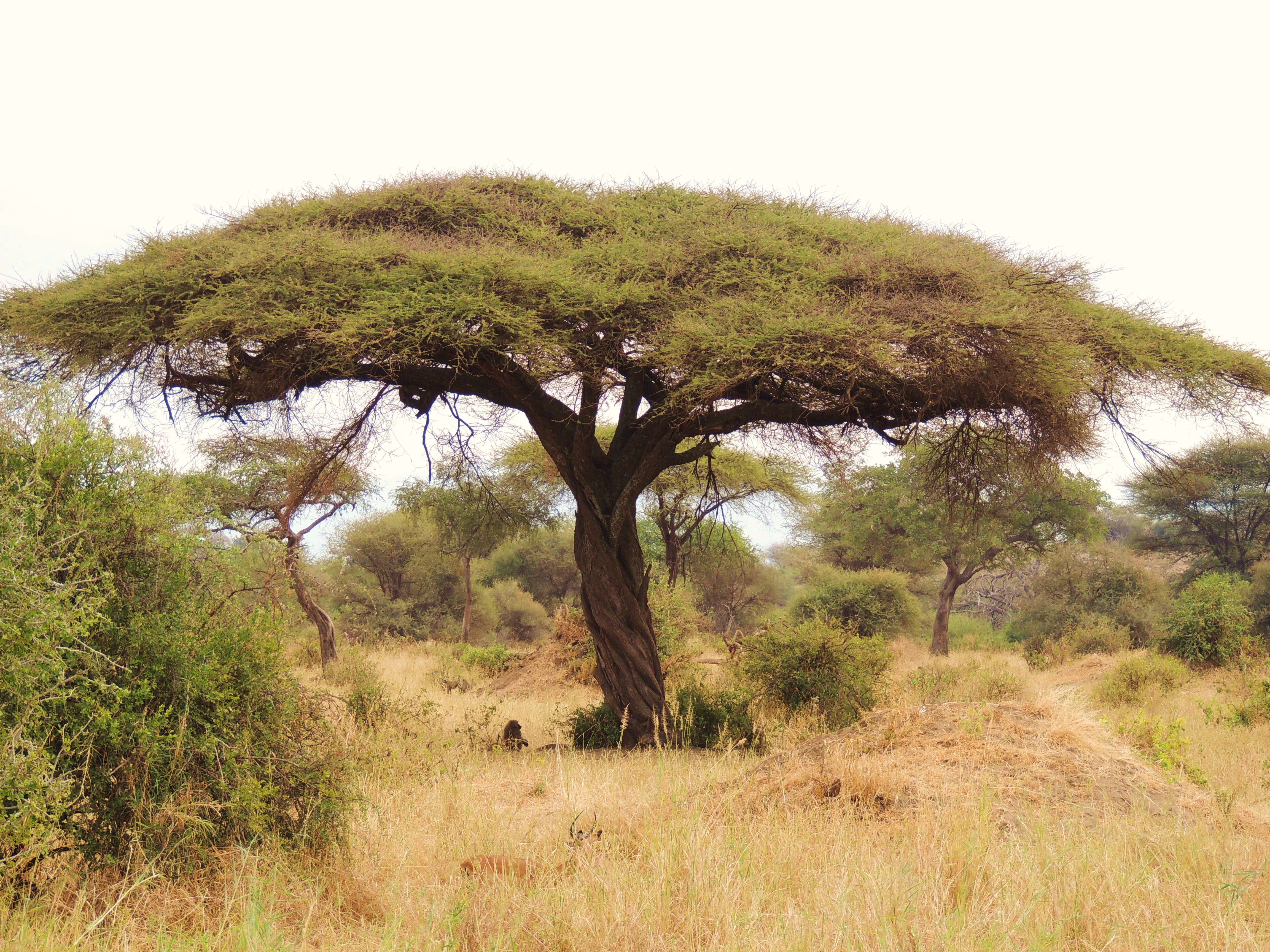